# Stade GSZ (1989)
Pour les articles homonymes, voir Stade GSZ.
Le stade GSZ, aussi nommé stade Neo GSZ ou stade Zenon (en grec moderne : Γυμναστικός Σύλλογος Ζήνων), est un stade de football chypriote situé dans la ville de Larnaca en Chypre. Il a une capacité de 13 032 places. Le stade possède également une piste de 400 mètres. 
Il accueille les rencontres à domicile de deux équipes du championnat de Chypre : l'AEK Larnaca et l'Alki Larnaca. 

## Histoire
Avant les deux clubs de Larnaca joué à l'ancien stade Zenon.
Inauguré en 1989, il est le terrain de jeu de l'AEK Larnaca et de l'Alki Larnaca. Le stade porte le nom du philosophe Zénon de Cition. 
En 1992, le championnat d'Europe de football des moins de 16 ans a été organisé à Chypre et trois matches du tournoi ont été accueillis dans le stade. En 1998, le championnat d'Europe de football des moins de 18 ans a été organisé à Chypre et des matches dont la finale ont été accueillis dans le stade.
La finale de la coupe de Chypre 2006 s'est déroulé. L'enceinte accueille à la fois des compétitions de football et d'athlétisme.

## Événements
- Championnat d'Europe de football des moins de 16 ans 1992
- Championnat d'Europe de football des moins de 18 ans 1998
- Finale de la Coupe de Chypre de football 2006